# Herrenhaus Bärfelde

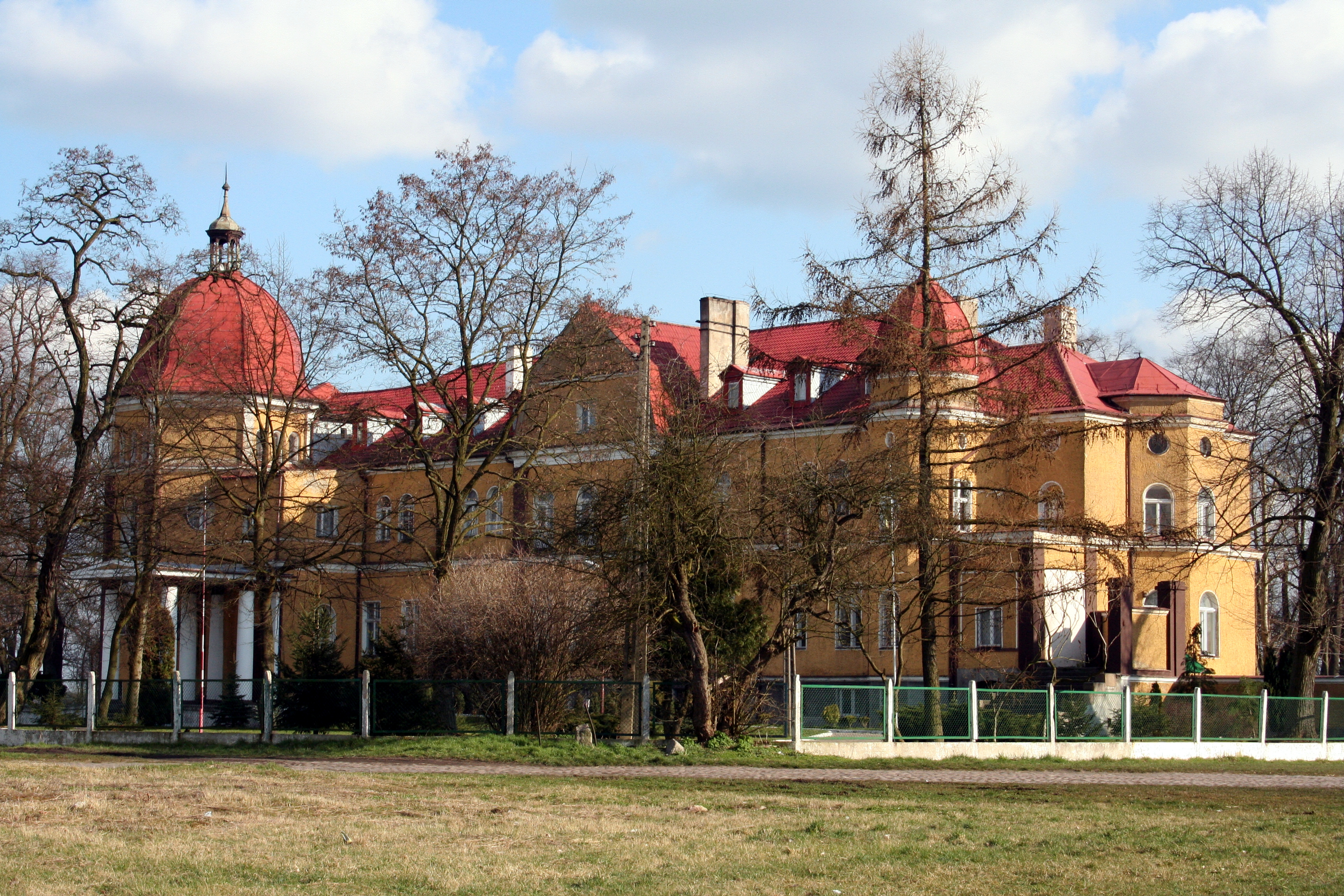
Herrenhaus Bärfelde

Das Herrenhaus Bärfelde (polnisch Pałac w Smolnicy) ist ein Herrenhaus in Smolnica (deutsch Bärfelde) in der Woiwodschaft Westpommern in Polen. Es liegt sieben Kilometer nordwestlich von Dębno Lubuskie (Neudamm). Historisch lag das Dorf im Kreis Königsberg in der Neumark, im heutigen Powiat Gryfiński.

## Geschichte
Das Dorf wurde Ende des 13. Jahrhunderts nach deutschem Recht gegründet. Ab 1337 ist die Familie von Marwitz als Eigentümer belegt. 1470 leistete Claus von Marwitz aus Bärfelde dem Brandenburgischen Kurfürsten Albrecht Achilles den Lehnseid. Ab 1713 gehörte das Gut Bärfelde den Erben von Oberst Christian von Marwitz. Ab 1766 wurde das Herrenhaus errichtet. Durch Kriegskontributionen für die Napoleonische Armee und die Bauernbefreiung verschlechterte sich die wirtschaftliche Lage des Guts; 1819 wurde es an Aaron Meyer-Kornecker verkauft. 1832 ging der Besitz an Ludwig Wilhelm von Sydow. 1908 oder 1909 erwarb der Montan-Unternehmer Oscar Huldschinsky das Gut für seine Tochter und deren Ehemann Max Friedheim. Nach der Machtergreifung durch die Nationalsozialisten wurden die Friedheims 1938 im Zuge der Arisierung gezwungen, das Gut weit unter Wert zu verkaufen. Der letzte deutsche Eigentümer des Guts war der Unternehmer Friedrich Flick.
Nach dem Einmarsch der Roten Armee bei Kriegsende 1945 diente das Herrenhaus zunächst als Kommandantur. In den 1950er Jahren wurde es als Ferienheim und ab 1965 als Landwirtschaftsschule genutzt. Gegenwärtig gehören Herrenhaus und Park dem nach dem Pädagogen Ignacy Solarz benannten Dorfjugendverband (Związek Młodzieży Wiejskiej).

## Bauwerk
Anstelle des heutigen Herrenhauses wurde 1866 ein bestehender älterer Herrensitz umgebaut, jedoch 1879 durch einen Brand zerstört. Von 1881 bis 1883 wurde das Herrenhaus im Stil der Neorenaissance wiederaufgebaut. Der Bau besteht aus Naturstein- und Backstein-Mauerwerk. Die erhaltene Fassadengestaltung geht auf den Umbau unter Max Friedheim zurück. An den Längsfassaden befinden sich Pseudorisalite, an den Schmalseiten dreiseitige Risalite, an der Ostseite stehen zwei Treppentürme, die von Kuppeldächern gekrönt sind.